# (7061) Pieri
Pour les articles homonymes, voir Pieri.
(7061) Pieri est un astéroïde de la ceinture principale.

## Description
(7061) Pieri est un astéroïde de la ceinture principale. Il fut découvert le 15 août 1991 à l'observatoire Palomar par Eleanor Francis Helin. Il présente une orbite caractérisée par un demi-grand axe de 3,13 UA, une excentricité de 0,25 et une inclinaison de 19,0° par rapport à l'écliptique.

## Compléments